# Hubert Walter
Hubert Walter (né vers 1160 dans le Norfolk et mort le 13 juillet 1205) est un ecclésiastique et homme politique anglais. Il est le neveu de Ranulf de Glanvill qui l'introduit auprès d'Henri II d'Angleterre pour devenir, vers 1184-1185, baron de l'Echiquier.
Après avoir échoué à devenir archevêque d'York, il est élu évêque de Salisbury en 1189, puis archevêque de Cantorbéry en 1193, dans les deux cas grâce au soutien du roi Richard Ier, qu'il accompagne en Palestine durant la troisième croisade (1190). Il permet à son roi et à Saladin de se mettre d'accord sur un traité de paix, autorisant le libre-accès des pèlerins chrétiens à la Terre sainte.
En octobre 1193, il devient Chief Justiciar sous le règne de Richard, jouant un rôle clé dans le gouvernement du royaume quand ce dernier fut retenu captif. Il est légat de Célestin III de 1195 à 1198 puis devient Lord Chancellor de Jean sans Terre en 1199.
Il contribua à réformer la justice puis à organiser les archives royales en faisant notamment copier les décisions des tribunaux royaux et de la chancellerie royale.
Selon plusieurs chroniqueurs de l'époque il détenait alors un pouvoir presque égal à celui de Jean sans Terre et Richard cœur de Lion qui lui faisaient totalement confiance.